# Погарченко, Сергей Николаевич
Сергей Николаевич Погарченко (16 апреля 1974, Шахты, Ростовская область) — советский и российский футболист, полузащитник. Сыграл более 300 матчей за «Шахтёр» (Шахты).

## Биография
Воспитанник СК «Артёмовец» (Шахты), тренеры — Сергей Андреевич Кондратьев, Владимир Александрович Гревцев и Игорь Александрович Онсин.
Начал выступать на профессиональном уровне в 1991 году в составе клуба «Шахтёр» (Шахты) во второй низшей лиге СССР. В составе «Шахтёра» провёл большую часть своей профессиональной карьеры, за исключением двух сезонов во время службы в армии в ростовском СКА. Всего за клуб из Шахт сыграл 316 матчей в первенствах страны во второй и третьей лигах и забил 41 гол. В 2003 году команда потеряла профессиональный статус и футболист завершил карьеру.
После окончания игровой карьеры был футбольным арбитром, судил матчи второго дивизиона России и молодёжного первенства. Представлял города Шахты и Ростов-на-Дону, имел региональную категорию. Также работал инспектором матчей на любительских соревнованиях, тренером команды инвалидов.